# Liste von Terroranschlägen im Libanon
Die Liste von Terroranschlägen im Libanon beinhaltet eine Übersicht über im Libanon verübte Terroranschläge.

## Erläuterung
In der Spalte Politische Ausrichtung ist die politische bzw. weltanschauliche Einordnung der Täter angegeben: faschistisch, rassistisch, nationalistisch, nationalsozialistisch, sozialistisch, kommunistisch, antiimperialistisch, islamistisch (schiitisch, sunnitisch, deobandisch, salafistisch, wahhabitisch), hinduistisch. Bei vorrangig auf staatliche Unabhängigkeit oder Autonomie zielender Ausrichtung ist autonomistisch vorangestellt, gefolgt von der Region oder der Volksgruppe und ggf. weiteren Merkmalen der Täter: armenisch, irisch (katholisch), kurdisch, tirolisch, tschetschenisch, dagestanisch, punjabisch (sikhistisch), palästinensisch.
Die Opferzahlen der Anschläge werden farbig dargestellt:

Die Zahl bei den Anschlägen getöteter/verletzter Täter ist in Klammern ( ) gesetzt.

## 1975
| Datum/Beginn     | Ort         | Artikel/Quelle(n) | Täter         | Politische Ausrichtung                                                | Mittel                   | Ziel                 | Tote | Verletzte | Hintergrund                           |
| ---------------- | ----------- | ----------------- | ------------- | --------------------------------------------------------------------- | ------------------------ | -------------------- | ---- | --------- | ------------------------------------- |
| 13. April 1975   | Libanonberg | [ 1 ]             | Kata’ib       | nationalistisch, konservativ, föderalistisch, christlich-demokratisch | Schusswaffen             | Palästinenser in Bus | 22   |           | Libanesischer Bürgerkrieg             |
| 04. Oktober 1975 | Beirut      | [ 2 ]             | PFLP          | autonomistisch-palästinensisch                                        | Automatische Feuerwaffen | Verkehr              | 3    | 14        | Israelisch-Palästinensischer Konflikt |
| 09. Oktober 1975 | Beirut      | [ 3 ]             | Palästinenser | autonomistisch-palästinensisch                                        | Automatische Feuerwaffen | Flughafen Beirut     | 3    | 14        | Israelisch-Palästinensischer Konflikt |

## 1978
| Datum/Beginn    | Ort    | Artikel/Quelle(n) | Täter   | Politische Ausrichtung         | Mittel     | Ziel        | Tote | Verletzte | Hintergrund                                                      |
| --------------- | ------ | ----------------- | ------- | ------------------------------ | ---------- | ----------- | ---- | --------- | ---------------------------------------------------------------- |
| 13. August 1978 | Beirut | [ 4 ]             | PFLP-GC | autonomistisch-palästinensisch | Sprengsatz | Bürogebäude | 175  | 80        | Libanesischer Bürgerkrieg, Israelisch-Palästinensischer Konflikt |

## 1980
| Datum/Beginn      | Ort      | Artikel/Quelle(n) | Täter                                    | Politische Ausrichtung | Mittel    | Ziel       | Tote | Verletzte | Hintergrund               |
| ----------------- | -------- | ----------------- | ---------------------------------------- | ---------------------- | --------- | ---------- | ---- | --------- | ------------------------- |
| 18. April 1980    | Bekaa    | [ 5 ]             |                                          |                        | Autobombe |            | 7    | 40        | Libanesischer Bürgerkrieg |
| 24. August 1980   | Keserwan | [ 6 ]             | Free Revolutionaries Movement-The Giants |                        | Autobombe | Bergresort | 5    | 30        | Libanesischer Bürgerkrieg |
| 09. November 1980 | Beirut   | [ 7 ]             |                                          |                        | Autobombe |            | 14   | 22        | Libanesischer Bürgerkrieg |

## 1981
| Datum/Beginn       | Ort    | Artikel/Quelle(n) | Täter                                               | Politische Ausrichtung  | Mittel                             | Ziel                 | Tote       | Verletzte | Hintergrund               |
| ------------------ | ------ | ----------------- | --------------------------------------------------- | ----------------------- | ---------------------------------- | -------------------- | ---------- | --------- | ------------------------- |
| 06. März 1981      | Zahlé  | [ 8 ]             |                                                     |                         | Sprengstoff                        |                      | 3          | 22        | Libanesischer Bürgerkrieg |
| 11. Juni 1981      | Tyros  | [ 9 ]             |                                                     |                         | Autobombe                          |                      | 1          | 35        | Libanesischer Bürgerkrieg |
| 17. September 1981 | Sidon  | [ 10 ]            | Front for the Liberation of Lebanon from Foreigners |                         | Autobombe                          | PLO-Hauptquartier    | 23         | 90        | Libanesischer Bürgerkrieg |
| 20. September 1981 | Beirut | [ 11 ]            | Front for the Liberation of Lebanon from Foreigners |                         | Sprengstoff                        | Kino                 | 4          | 28        | Libanesischer Bürgerkrieg |
| 01. Oktober 1981   | Beirut | [ 12 ]            | Front for the Liberation of Lebanon from Foreigners |                         | Autobombe                          | Polizeihauptquartier | 83         | 300       | Libanesischer Bürgerkrieg |
| 15. Dezember 1981  | Beirut | [ 13 ]            | al-Dawa                                             | schiitisch-islamistisch | Selbstmordattentäter mit Autobombe | Irakische Botschaft  | 60-66 (+1) | 100+      | Libanesischer Bürgerkrieg |

## 1982
| Datum/Beginn      | Ort         | Artikel/Quelle(n)         | Täter                                               | Politische Ausrichtung                                                                       | Mittel                                                         | Ziel                              | Tote    | Verletzte | Hintergrund               |
| ----------------- | ----------- | ------------------------- | --------------------------------------------------- | -------------------------------------------------------------------------------------------- | -------------------------------------------------------------- | --------------------------------- | ------- | --------- | ------------------------- |
| 13. Februar 1982  | Sidon       | [ 14 ]                    |                                                     |                                                                                              | Sprengstoff                                                    | PLO-Lager                         | 4       | 24        | Libanesischer Bürgerkrieg |
| 23. Februar 1982  | Beirut      | [ 15 ]                    |                                                     |                                                                                              | Autobombe                                                      | Einkaufsviertel                   | 7       | 60        | Libanesischer Bürgerkrieg |
| 27. Februar 1982  | Beirut      | [ 16 ]                    | Front for the Liberation of Lebanon from Foreigners |                                                                                              | Autobombe                                                      | Kontrollpunkt                     | 8       | 35        | Libanesischer Bürgerkrieg |
| 26. März 1982     | Beirut      | [ 17 ]                    | Asala                                               | marxistisch-leninistisch                                                                     | Sprengstoff                                                    | Kino                              | 2       | 20        | Libanesischer Bürgerkrieg |
| 24. Mai 1982      | Beirut      | [ 18 ]                    | Free Nasserite Revolutionaries                      |                                                                                              | Autobombe                                                      | Französische Botschaft            | 12      | 27        | Libanesischer Bürgerkrieg |
| 03. Oktober 1982  | Libanonberg | [ 19 ]                    |                                                     |                                                                                              | Panzerfäuste, Automatische Schusswaffen, Granaten, Sprengstoff | Soldaten in Bus                   | 6       | 22        | Libanesischer Bürgerkrieg |
| 11. November 1982 | Tyros       | Bombenanschläge von Tyros | Ahmad Qassir (Hisbollah)                            | islamisch-nationalistisch, antizionistisch, antiimperialistisch, antiwestlich, antisemitisch | Selbstmordattentäter mit Autobombe                             | Israelisches Militärhauptquartier | 89 (+1) | 55        | Libanesischer Bürgerkrieg |

## 1983
| Datum/Beginn      | Ort         | Artikel/Quelle(n)                                  | Täter                                                          | Politische Ausrichtung                                                                                           | Mittel                                  | Ziel                               | Tote     | Verletzte | Hintergrund               |
| ----------------- | ----------- | -------------------------------------------------- | -------------------------------------------------------------- | --- | --------------------------------------- | ---------------------------------- | -------- | --------- | ------------------------- |
| 07. Januar 1983   | Libanonberg | [ 21 ]                                             | Palästinensische Extremisten                                   | | Automatische Schusswaffe(n), Bazooka(s) | Israelischer Militärbus            | 0 (+1)   | 21        | Libanesischer Bürgerkrieg |
| 28. Januar 1983   | Chtoura     | [ 22 ]                                             | vermutlich Front for the Liberation of Lebanon from Foreigners | | Autobombe                               | Gebäude                            | 12       | 20        | Libanesischer Bürgerkrieg |
| 05. Februar 1983  | Beirut      | [ 23 ]                                             |                                                                | | Autobombe                               | PLO-Forschungszentrum              | 22       | 136       | Libanesischer Bürgerkrieg |
| 18. April 1983    | Beirut      | Bombenanschlag auf die US-Botschaft in Beirut 1983 | Islamischer Dschihad in Palästina                              | palästinensisch-nationalistisch, islamistisch, antizionistisch                                                   | Selbstmordattentäter mit Autobombe      | US-Botschaft                       | 63 (+1)  | 120       | Libanesischer Bürgerkrieg |
| 16. Juni 1983     | Tripoli     | [ 25 ]                                             |                                                                | | Schusswaffe(n)                          | Restaurants, Geschäfte, Zivilisten | 16       | 20        | Libanesischer Bürgerkrieg |
| 05. August 1983   | Tripoli     | [ 26 ]                                             |                                                                | | Autobombe                               | Moschee                            | 24       | 50        | Libanesischer Bürgerkrieg |
| 07. August 1983   | Baalbek     | [ 27 ]                                             | vermutlich Front for the Liberation of Lebanon from Foreigners | | Autobombe                               | Markt                              | 35       | 133       | Libanesischer Bürgerkrieg |
| 23. Oktober 1983  | Beirut      | Anschlag auf den US-Stützpunkt in Beirut 1983      | Hisbollah                                                      | islamisch-fundamentalistisch, antizionistisch, antiimperialistisch, dschihadistisch, antiwestlich, antisemitisch | 2 Selbstmordattentäter mit Autobomben   | US-Militärstützpunkt               | 305 (+2) | 75        | Libanesischer Bürgerkrieg |
| 04. November 1983 | Tyros       | Bombenanschläge von Tyros                          | Hisbollah                                                      | islamisch-nationalistisch, antizionistisch, antiimperialistisch, antiwestlich, antisemitisch                     | Selbstmordattentäter mit Autobombe      | Militärstützpunkt                  | 89+      | 55        | Libanesischer Bürgerkrieg |
| 05. Dezember 1983 | Beirut      | [ 30 ]                                             |                                                                | | Autobombe                               | Garage, Lackverdünnergeschäft      | 16       | 100       | Libanesischer Bürgerkrieg |
| 21. Dezember 1983 | Beirut      | [ 31 ]                                             | Black Hand                                                     | | Autobombe                               | Französischer Militärposten        | 15       | 28        | Libanesischer Bürgerkrieg |

## 1984
| Datum/Beginn       | Ort    | Artikel/Quelle(n) | Täter     | Politische Ausrichtung                                                                       | Mittel                             | Ziel         | Tote    | Verletzte | Hintergrund               |
| ------------------ | ------ | ----------------- | --------- | -------------------------------------------------------------------------------------------- | ---------------------------------- | ------------ | ------- | --------- | ------------------------- |
| 29. Februar 1984   | Beirut | [ 32 ]            |           |                                                                                              | Autobombe                          |              | 3       | 38        | Libanesischer Bürgerkrieg |
| 09. August 1984    | Beirut | [ 33 ]            |           |                                                                                              | Sprengstoff                        | Gemüsemarkt  | 3       | 20        | Libanesischer Bürgerkrieg |
| 20. September 1984 | Beirut | [ 34 ]            | Hisbollah | islamisch-nationalistisch, antizionistisch, antiimperialistisch, antiwestlich, antisemitisch | Selbstmordattentäter mit Autobombe | US-Botschaft | 23 (+1) | 68        | Libanesischer Bürgerkrieg |

## 1985
| Datum/Beginn       | Ort          | Artikel/Quelle(n)                            | Täter                                  | Politische Ausrichtung | Mittel                             | Ziel                      | Tote | Verletzte | Hintergrund               |
| ------------------ | ------------ | -------------------------------------------- | -------------------------------------- | ---------------------- | ---------------------------------- | ------------------------- | ---- | --------- | ------------------------- |
| 12. Januar 1985    | Beirut       | [ 35 ]                                       |                                        |                        | Sprengstoff                        | Muslimisches Wohnviertel  | 4    | 37        | Libanesischer Bürgerkrieg |
| 21. Januar 1985    | Sidon        | [ 36 ]                                       |                                        |                        | Autobombe                          | Wohngebäude               | 2    | 30        | Libanesischer Bürgerkrieg |
| 01. Februar 1985   | Tripoli      | [ 37 ]                                       |                                        |                        | Autobombe                          | Moschee                   | 10   | 60        | Libanesischer Bürgerkrieg |
| 05. Februar 1985   | Tyros        | [ 38 ]                                       |                                        |                        | Selbstmordattentäter mit Autobombe | Israelische(r) Soldat(en) | 12   | 60        | Libanesischer Bürgerkrieg |
| 10. Februar 1985   | Tripoli      | [ 39 ]                                       |                                        |                        | Autobombe                          | Milizgebäude              | 75   | 20        | Libanesischer Bürgerkrieg |
| 25. Februar 1985   | Beirut       | [ 40 ]                                       |                                        |                        | Autobombe                          | Schiitischer Vorort       | 6    | 30        | Libanesischer Bürgerkrieg |
| 04. März 1985      | Süd-Libanon  | [ 41 ]                                       |                                        |                        | Sprengstoff                        | Moschee                   | 15   | 55        | Libanesischer Bürgerkrieg |
| 08. März 1985      | Beirut       | Beiruter Autobombenanschlag vom 8. März 1985 | angeblich CIA                          |                        | Autobombe                          | Gebäude                   | 75   | 250       | Libanesischer Bürgerkrieg |
| 22. Mai 1985       | Beirut       | [ 43 ]                                       |                                        |                        | Autobombe                          | Haus des Präsidenten      | 60   | 200       | Libanesischer Bürgerkrieg |
| 14. Juni 1985      | Beirut       | [ 44 ]                                       |                                        |                        | Selbstmordattentäter mit Autobombe | Militärstützpunkt         | 23   | 42        | Libanesischer Bürgerkrieg |
| 17. September 1985 | Tripoli      | [ 45 ]                                       |                                        |                        | Autobombe                          | Süßwarenhandlung          | 75   | 100       | Libanesischer Bürgerkrieg |
| 14. August 1985    | Beirut       | [ 46 ]                                       |                                        |                        | Autobombe                          | Apartment-Komplex         | 15   | 120       | Libanesischer Bürgerkrieg |
| 17. August 1985    | Beirut       | [ 47 ]                                       |                                        |                        | Autobombe                          | Supermarkt                | 50   | 100       | Libanesischer Bürgerkrieg |
| 19. August 1985    | Beirut       | [ 48 ]                                       | Black Brigade                          |                        | Autobombe                          | Café                      | 29   | 82        | Libanesischer Bürgerkrieg |
| 20. August 1985    | Tripoli      | [ 49 ]                                       | Revolutionary Christians of the Cedars |                        | Autobombe                          |                           | 44   | 90        | Libanesischer Bürgerkrieg |
| 04. September 1985 | Bekaa-Ebene  | [ 50 ]                                       |                                        |                        | Autobombe                          | Dorf                      | 14   | 50        | Libanesischer Bürgerkrieg |
| 17. September 1985 | Beirut       | [ 51 ]                                       |                                        |                        | Selbstmordattentäter mit Autobombe | Milizionäre               | 30   | 0         | Libanesischer Bürgerkrieg |
| 12. November 1985  | Nord-Libanon | [ 52 ]                                       |                                        |                        | Selbstmordattentäter mit Autobombe | Kloster                   | 4    | 26        | Libanesischer Bürgerkrieg |

## 1986
| Datum/Beginn     | Ort         | Artikel/Quelle(n) | Täter                          | Politische Ausrichtung | Mittel                 | Ziel                        | Tote | Verletzte | Hintergrund               |
| ---------------- | ----------- | ----------------- | ------------------------------ | ---------------------- | ---------------------- | --------------------------- | ---- | --------- | ------------------------- |
| 21. Januar 1986  | Beirut      | [ 53 ]            |                                |                        | Autobombe              | Regierungsgebäude           | 28   | 132       | Libanesischer Bürgerkrieg |
| 21. Januar 1986  | Süd-Libanon | [ 54 ]            |                                |                        | Sprengstoff            | Bäckerei, Tankstelle        | 20   | 70        | Libanesischer Bürgerkrieg |
| 03. Februar 1986 | Beirut      | [ 55 ]            |                                |                        | Autobombe              | Regierungsgebäude           | 9    | 24        | Libanesischer Bürgerkrieg |
| 24. Februar 1986 | nahe Beirut | [ 56 ]            |                                |                        | Autobombe              | Supermarkt                  | 5    | 30        | Libanesischer Bürgerkrieg |
| 26. März 1986    | Beirut      | [ 57 ]            |                                |                        | Autobombe              | Regierungsgebäude           | 10   | 80        | Libanesischer Bürgerkrieg |
| 08. April 1986   | Libanonberg | [ 58 ]            |                                |                        | Autobombe              | Französischer Militärposten | 13   | 107       | Libanesischer Bürgerkrieg |
| 11. April 1986   | Sidon       | [ 59 ]            |                                |                        | Autobombe              |                             | 3    | 34        | Libanesischer Bürgerkrieg |
| 23. Mai 1986     | Libanonberg | [ 60 ]            |                                |                        | Autobombe              | Schule                      | 9    | 84        | Libanesischer Bürgerkrieg |
| 28. Juli 1986    | Beirut      | [ 61 ]            |                                |                        | Autobombe              | Kino                        | 33   | 140       | Libanesischer Bürgerkrieg |
| 01. August 1986  | Beirut      | [ 62 ]            |                                |                        | Sprengstoff            | Geschäfte                   | 1    | 30        | Libanesischer Bürgerkrieg |
| 08. August 1986  | Beirut      | [ 63 ]            | Revolutionary Liberation Cells |                        | Autobombe              | Universität                 | 25   | 45        | Libanesischer Bürgerkrieg |
| 14. August 1986  | Beirut      | [ 64 ]            |                                |                        | Autobombe, Sprengstoff | Christliches Wohnviertel    | 20   | 100       | Libanesischer Bürgerkrieg |

## 1987
| Datum/Beginn       | Ort          | Artikel/Quelle(n) | Täter                       | Politische Ausrichtung                          | Mittel               | Ziel                     | Tote | Verletzte | Hintergrund               |
| ------------------ | ------------ | ----------------- | --------------------------- | ----------------------------------------------- | -------------------- | ------------------------ | ---- | --------- | ------------------------- |
| 09. Februar 1987   | Beirut       | [ 65 ]            | vermutlich PLO              | autonomistisch, palästinensisch-nationalistisch | Autobombe            | Schiitisches Wohnviertel | 80   | 15        | Libanesischer Bürgerkrieg |
| 09. Mai 1987       | Nord-Libanon | [ 66 ]            |                             |                                                 | Sprengstoff          | Resort                   | 1    | 34        | Libanesischer Bürgerkrieg |
| 14. Juli 1987      | Tripoli      | [ 67 ]            | Islamische Fundamentalisten | islamisch-fundamentalistisch                    | Sprengstoff          |                          | 6    | 40        | Libanesischer Bürgerkrieg |
| 29. August 1987    | Tripoli      | [ 68 ]            | Lebanese Liberation Front   |                                                 | Sprengstoff          | Bus                      | 5    | 22        | Libanesischer Bürgerkrieg |
| 09. September 1987 | Tripoli      | [ 69 ]            |                             |                                                 | Sprengstoff          | ABS-Geschäft             | 2    | 30        | Libanesischer Bürgerkrieg |
| 11. November 1987  | Beirut       | [ 70 ]            |                             |                                                 | Selbstmordattentäter | Flughafen Beirut         | 5    | 70        | Libanesischer Bürgerkrieg |
| 14. November 1987  | Beirut       | [ 71 ]            |                             |                                                 | Selbstmordattentäter | Krankenhaus              | 7    | 31        | Libanesischer Bürgerkrieg |

## 1988
| Datum/Beginn       | Ort     | Artikel/Quelle(n) | Täter     | Politische Ausrichtung                                                                       | Mittel                 | Ziel                         | Tote | Verletzte | Hintergrund               |
| ------------------ | ------- | ----------------- | --------- | -------------------------------------------------------------------------------------------- | ---------------------- | ---------------------------- | ---- | --------- | ------------------------- |
| 24. April 1988     | Tripoli | [ 72 ]            |           |                                                                                              | Autobombe              | Markt                        | 52   | 125       | Libanesischer Bürgerkrieg |
| 30. Mai 1988       | Beirut  | [ 73 ]            |           |                                                                                              | Autobombe              | Regierungsgebäude            | 20   | 75        | Libanesischer Bürgerkrieg |
| 07. Juni 1988      | Beirut  | [ 74 ]            | Hisbollah | islamisch-nationalistisch, antizionistisch, antiimperialistisch, antiwestlich, antisemitisch | Autobombe              | Kontrollpunkt                | 4    | 22        | Libanesischer Bürgerkrieg |
| 01. Juli 1988      | Beirut  | [ 75 ]            |           |                                                                                              | Autobombe, Sprengstoff | Militärgebäude               | 0    | 36        | Libanesischer Bürgerkrieg |
| 22. Juli 1988      | Beirut  | [ 76 ]            |           |                                                                                              | Sprengstoff            | Kontrollpunkt                | 7    | 50        | Libanesischer Bürgerkrieg |
| 20. September 1988 | Beirut  | [ 77 ]            |           |                                                                                              | Autobombe              | Einkaufszentrum              | 5    | 38        | Libanesischer Bürgerkrieg |
| 14. Oktober 1988   | Beirut  | [ 78 ] [ 79 ]     |           |                                                                                              | Autobombe, Sprengstoff | Kontrollpunkt, Straßensperre | 5    | 56        | Libanesischer Bürgerkrieg |

## 1989
| Datum/Beginn  | Ort    | Artikel/Quelle(n) | Täter | Politische Ausrichtung | Mittel      | Ziel          | Tote | Verletzte | Hintergrund               |
| ------------- | ------ | ----------------- | ----- | ---------------------- | ----------- | ------------- | ---- | --------- | ------------------------- |
| 07. März 1989 | Beirut | [ 80 ]            |       |                        | Sprengstoff | Gewerbegebiet | 2    | 30        | Libanesischer Bürgerkrieg |
| 17. März 1989 | Beirut | [ 81 ]            |       |                        | Autobombe   | Bäckerei      | 10   | 50        | Libanesischer Bürgerkrieg |

## 1990
| Datum/Beginn    | Ort   | Artikel/Quelle(n) | Täter                | Politische Ausrichtung                                                                       | Mittel      | Ziel         | Tote | Verletzte | Hintergrund               |
| --------------- | ----- | ----------------- | -------------------- | -------------------------------------------------------------------------------------------- | ----------- | ------------ | ---- | --------- | ------------------------- |
| 02. August 1990 | Tyros | [ 82 ]            | vermutlich Hisbollah | islamisch-nationalistisch, antizionistisch, antiimperialistisch, antiwestlich, antisemitisch | Sprengstoff | Milizgebäude | 8    | 45        | Libanesischer Bürgerkrieg |

## 1991
| Datum/Beginn       | Ort          | Artikel/Quelle(n) | Täter | Politische Ausrichtung | Mittel      | Ziel       | Tote | Verletzte | Hintergrund               |
| ------------------ | ------------ | ----------------- | ----- | ---------------------- | ----------- | ---------- | ---- | --------- | ------------------------- |
| 29. März 1991      | Antelias     | [ 83 ]            |       |                        | Sprengfalle | Fahrzeug   | 4    | 20        | Libanesischer Bürgerkrieg |
| 29. März 1991      | Beirut       | [ 84 ]            |       |                        | Sprengstoff | Supermarkt | 8    | 38        | Libanesischer Bürgerkrieg |
| 29. März 1991      | Beirut       | [ 85 ]            |       |                        | Autobombe   | Kirche     | 4    | 27        | Libanesischer Bürgerkrieg |
| 08. September 1991 | Majdal Anjar | [ 86 ]            |       |                        | Granate     | Hochzeit   | 0    | 50        |                           |
| 30. Dezember 1991  | Beirut       | [ 87 ]            |       |                        | Autobombe   |            | 17   | 120       |                           |

## 1993
| Datum/Beginn      | Ort    | Artikel/Quelle(n) | Täter | Politische Ausrichtung | Mittel     | Ziel                    | Tote | Verletzte | Hintergrund |
| ----------------- | ------ | ----------------- | ----- | ---------------------- | ---------- | ----------------------- | ---- | --------- | ----------- |
| 20. Dezember 1993 | Beirut | [ 88 ]            |       |                        | Sprengsatz | Parteibüro, Versammlung | 2    | 90        |             |

## 2007
| Datum/Beginn     | Ort         | Artikel/Quelle(n) | Täter | Politische Ausrichtung | Mittel      | Ziel | Tote | Verletzte | Hintergrund |
| ---------------- | ----------- | ----------------- | ----- | ---------------------- | ----------- | ---- | ---- | --------- | ----------- |
| 14. Februar 2007 | nahe Beirut | [ 89 ]            |       |                        | Sprengstoff | Bus  | 3    | 20+       |             |

## 2008
| Datum/Beginn    | Ort         | Artikel/Quelle(n) | Täter     | Politische Ausrichtung                                                                                           | Mittel                                                    | Ziel                                   | Tote | Verletzte | Hintergrund       |
| --------------- | ----------- | ----------------- | --------- | --- | --------------------------------------------------------- | -------------------------------------- | ---- | --------- | ----------------- |
| 16. Januar 2008 | nahe Beirut | [ 90 ]            |           | | Autobombe                                                 | Fahrzeug der US-Botschaft              | 3    | 25        |                   |
| 07. Mai 2008    | Tripoli     | [ 91 ]            | Hisbollah | islamisch-fundamentalistisch, antizionistisch, antiimperialistisch, dschihadistisch, antiwestlich, antisemitisch | Panzerfäuste, Schusswaffen                                | Soldaten, Zivilisten                   | 40   | 11        | Libanonkrise 2008 |
| 09. Mai 2008    | Beirut      | [ 92 ]            | Hisbollah | islamisch-fundamentalistisch, antizionistisch, antiimperialistisch, dschihadistisch, antiwestlich, antisemitisch | Schusswaffen                                              | Regierungsunterstützer                 | 11   | 30        | Libanonkrise 2008 |
| 09. Mai 2008    | Tripoli     | [ 93 ]            |           | | Maschinengewehre                                          | Beerdigungsprozession                  | 6    | 20        | Libanonkrise 2008 |
| 10. Mai 2008    | Beirut      | [ 94 ]            |           | | Maschinengewehre                                          | Beerdigungsprozession, Zivilisten      | 6    | 20        | Libanonkrise 2008 |
| 22. Juni 2008   | Tripoli     | [ 95 ]            | Hisbollah | islamisch-fundamentalistisch, antizionistisch, antiimperialistisch, dschihadistisch, antiwestlich, antisemitisch | Raketen, Mörser, Panzerfäuste, Maschinengewehre           | Parteimitglieder                       | 4    | 35        | Libanonkrise 2008 |
| 22. Juni 2008   | Tripoli     | [ 96 ]            |           | | Automatische Schusswaffen, Panzerfäuste                   | Parteimitglieder                       | 10   | 47        | Libanonkrise 2008 |
| 28. Juni 2008   | Tripoli     | [ 97 ]            |           | | Sprengsatz                                                | Zivilisten                             | 2    | 26        | Libanonkrise 2008 |
| 09. Juli 2008   | Tripoli     | [ 98 ]            |           | | Schusswaffen, Raketen                                     | Parteimitglieder                       | 5    | 80        | Libanonkrise 2008 |
| 25. Juli 2008   | Tripoli     | [ 99 ]            |           | | Automatische Schusswaffen, Panzerfäuste, Mörser, Raketen  | Moschee, Parteimitglieder              | 8    | 33        | Libanonkrise 2008 |
| 26. Juli 2008   | Tripoli     | [ 100 ]           |           | | Automatische Schusswaffen, Panzerfäuste, Mörser, Granaten | Milizionäre                            | 3    | 27        | Libanonkrise 2008 |
| 13. August 2008 | Tripoli     | [ 101 ]           |           | | Sprengsatz                                                | Bus, Zivilisten, Soldaten außer Dienst | 18   | 43        | Libanonkrise 2008 |

## 2013
| Datum/Beginn      | Ort         | Artikel/Quelle(n) | Täter                                   | Politische Ausrichtung                     | Mittel                                      | Ziel                                  | Tote     | Verletzte | Hintergrund                     |
| ----------------- | ----------- | ----------------- | --------------------------------------- | ------------------------------------------ | ------------------------------------------- | ------------------------------------- | -------- | --------- | ------------------------------- |
| 23. Juni 2013     | Sidon       | [ 102 ]           |                                         |                                            | Panzerfäuste, Maschinengewehre              | Kontrollpunkt                         | 17 (+21) | 50        |                                 |
| 09. Juli 2013     | Haret Hreik | [ 103 ]           | 313 Brigade                             |                                            | Autobombe                                   | Zivilisten                            | 0        | 53        | Bürgerkrieg in Syrien seit 2011 |
| 15. August 2013   | Beirut      | [ 104 ]           | Aisha Umm-al Mouemeneen                 |                                            | Autobombe                                   | Hisbollah-Mitglieder, Zivilisten      | 30       | 30        |                                 |
| 23. August 2013   | Tripoli     | [ 105 ] [ 106 ]   | vermutlich Islamic Unification Movement |                                            | 2 Autobomben                                | Moscheen                              | 47       | 300       |                                 |
| 19. November 2013 | Libanonberg | [ 107 ] [ 108 ]   | Abdullah Azzam Brigades                 | islamisch-fundamentalistisch, salafistisch | 2 Selbstmordattentäter, einer mit Autobombe | Iranische Botschaft                   | 26 (+2)  | 150+      |                                 |
| 27. Dezember 2013 | Libanonberg | [ 109 ]           |                                         |                                            | Autobombe                                   | Ehemaliger Finanzminister, Zivilisten | 8        | 71        |                                 |

## 2014
| Datum/Beginn     | Ort         | Artikel/Quelle(n) | Täter                   | Politische Ausrichtung                     | Mittel                                | Ziel                                 | Tote    | Verletzte | Hintergrund                     |
| ---------------- | ----------- | ----------------- | ----------------------- | ------------------------------------------ | ------------------------------------- | ------------------------------------ | ------- | --------- | ------------------------------- |
| 02. Januar 2014  | Libanonberg | [ 110 ]           | IS                      | salafistisch, wahhabitisch                 | Selbstmordattentäter mit Autobombe    | Zivilisten                           | 5 (+1)  | 66        | Bürgerkrieg in Syrien seit 2011 |
| 16. Januar 2014  | Bekaa       | [ 111 ]           | al-Nusra-Front          | salafistisch, wahhabitisch                 | Selbstmordattentäter mit Autobombe    | Zivilisten                           | 6 (+1)  | 41        | Bürgerkrieg in Syrien seit 2011 |
| 21. Januar 2014  | Beirut      | [ 112 ]           | al-Nusra-Front          | salafistisch, wahhabitisch                 | Selbstmordattentäter mit Autobombe    | Zivilisten                           | 4 (+1)  | 35        | Bürgerkrieg in Syrien seit 2011 |
| 19. Februar 2014 | Beirut      | [ 113 ] [ 114 ]   | Abdullah Azzam Brigades | islamisch-fundamentalistisch, salafistisch | 2 Selbstmordattentäter mit Autobomben | Iranisches Kulturzentrum, Zivilisten | 11 (+2) | 128       | Bürgerkrieg in Syrien seit 2011 |
| 20. Juni 2014    | Bekaa       | [ 115 ]           | Liwa Ahrar al-Sunna     |                                            | Selbstmordattentäter                  | Kontrollpunkt                        | 1 (+1)  | 32        | Bürgerkrieg in Syrien seit 2011 |

## 2015
| Datum/Beginn      | Ort            | Artikel/Quelle(n)             | Täter          | Politische Ausrichtung     | Mittel                                | Ziel                       | Tote    | Verletzte | Hintergrund                     |
| ----------------- | -------------- | ----------------------------- | -------------- | -------------------------- | ------------------------------------- | -------------------------- | ------- | --------- | ------------------------------- |
| 10. Januar 2015   | Tripoli        | [ 116 ]                       | al-Nusra-Front | salafistisch, wahhabitisch | 2 Selbstmordattentäter                | Café                       | 9 (+2)  | 36        | Bürgerkrieg in Syrien seit 2011 |
| 23. Januar 2015   | Baalbek-Hermel | [ 117 ]                       | IS             | salafistisch, wahhabitisch |                                       | Militärüberwachungszentrum | 8 (+18) | 22        | Bürgerkrieg in Syrien seit 2011 |
| 12. November 2015 | Beirut         | Terroranschlag in Beirut 2015 | IS             | salafistisch, wahhabitisch | 3 Selbstmordattentäter mit Autobomben | Zivilisten                 | 44 (+3) | 238       | Bürgerkrieg in Syrien seit 2011 |